# Émile Lemoine
Émile Michel Hyacinthe Lemoine o, simplement, Émile Lemoine (1840-1912) va ser un matemàtic i músic francès.

## Vida i Obra
Lemoine era fill d'un militar francès que va combatre amb Napoleó i que va col·laborar en la conversió del col·legi jesuïta de La Flèche en l'escola militar del Prytanée, on el propi Lemoine fill va fer els seus primers estudis. El 1860 va ingressar a l'École Polytechnique en la qual es va graduar el 1866.
La vida de Lemoine va ser poc convencional: amant de la música, va fundar el 1860 amb alguns companys polytechniciens una associació musical anomenada La Trompette amb la que va col·laborar Camille Saint-Saëns des de 1875 i per la qual va escriure algunes composicions. En graduar-se, va començar estudis de dret, però no li van agradar i, en comptes, va fer estudis a l'escola de mines i a la d'arquitectura. Una malaltia de la laringe el va apartar del ensenyament. Per un temps ve servir a l'exèrcit durant la guerra francoprussiana. Va exercir com enginyer, estant a càrrec de les instal·lacions de gas de l'ajuntament de París.
Lemoine és recordat per algunes contribucions originals a les matemàtiques: a partir de 1882 es va interessar en el problema de simplificar les construccions geomètriques, inventant el terme geometrografia i publicant un llibre amb aquest títol el 1902; va fer estudis sobre la geometria del triangle descobrint el punt de Lemoine, el punt en el que s'intersequen les tres simmitjanes del triangle; va ser fundador i editor (amb Charles Ange Laisant) de la revista L'intermédiare des mathématiciens; va establir la conjectura de Lemoine (també coneguda com a conjectura de Levy) que estableix que tot nombre senar més gran que {\displaystyle 5} pot ser escrit en la forma {\displaystyle p+2q}, essent {\displaystyle p} i {\displaystyle q} nombres primers.